# Legge di conservazione della quantità di moto

Un esempio della conservazione della quantità di moto

In fisica, la legge di conservazione della quantità di moto è una legge di conservazione che stabilisce che la quantità di moto totale di un sistema isolato è costante nel tempo (costante del moto). Il principio è richiamato in particolare nel caso di sistemi in cui agiscono unicamente le forze interne, come avviene ad esempio in molti fenomeni di urto o esplosione.
Questa legge di conservazione può essere applicata più di frequente rispetto al principio di conservazione dell'energia meccanica poiché le forze interne agenti su un sistema sono in grado di alterarne l'energia meccanica, ma, trattandosi di mutue interazioni tra i corpi che si annullano vicendevolmente per il principio di azione e reazione, non ne variano la quantità di moto totale.

## Sistema discreto

### Dimostrazione
Enunciato:
In fisica, la legge di conservazione della quantità di moto è una legge di conservazione che stabilisce che la quantità di moto totale di un sistema isolato è costante nel tempo. La condizione di isolamento si esprime nel fatto che sia nulla la risultante delle forze esterne.
Chiariamo ipotesi e tesi:
- Ipotesi: {\displaystyle \mathbf {F} ^{(e)}=\mathbf {0} }.
- Tesi: {\displaystyle \mathbf {p} =\mathbf {\text{costante}} } .

Dove è bene ricordare che essendo {\displaystyle \mathbf {p} } una grandezza vettoriale, per omogeneità {\displaystyle \mathbf {\text{costante}} } rappresenta un vettore (con modulo, verso e direzione costanti).
Prima di iniziare la dimostrazione è opportuno ricordare il secondo principio della dinamica generalizzato (generalizzato in quanto include anche la possibilità che la massa cambi nel tempo):
{\displaystyle \mathbf {F} =m\cdot \mathbf {a} =m{\frac {d\mathbf {v} }{dt}}={\frac {d(m\mathbf {v} )}{dt}}={\frac {d\mathbf {p} }{dt}}.}
Si supponga ora di avere un sistema con un numero {\displaystyle N} di punti materiali di masse {\displaystyle m_{i}}e velocità {\displaystyle \mathbf {v} _{i}}. La quantità di moto del sistema è data da
{\displaystyle m_{1}\mathbf {v} _{1}+m_{2}\mathbf {v} _{2}+\cdots +m_{N}\mathbf {v} _{N}=\sum _{i=1}^{N}m_{i}\mathbf {v} _{i}=\sum _{i=1}^{N}\mathbf {p} _{i}=\mathbf {p} .}
Se ora si deriva {\textstyle \mathbf {p} } rispetto al tempo, per il secondo principio della dinamica generalizzato si ottiene
{\displaystyle {\frac {\mathrm {d} \mathbf {p} }{\mathrm {d} t}}=\mathbf {F} }
dove F è può essere riscritta come la somma delle forze interne ed esterne al sistema
{\displaystyle \mathbf {F} =\mathbf {F} ^{(e)}+\mathbf {F} ^{(i)}}
che è vera in quanto per ipotesi {\textstyle \mathbf {F} ^{(e)}=0}. Da questa relazione, scomponendo {\textstyle \mathbf {F} ^{(i)}} nelle singole forze che compongono il sistema otteniamo:
{\displaystyle \mathbf {F} _{i}^{(i)}=\sum _{i=1}^{N}\mathbf {F} _{i}^{(i)}=\mathbf {0} .}L'ultima uguaglianza è verificata in quanto la somma delle forze interne è nulla poiché, per il terzo principio della dinamica, un corpo {\displaystyle k} che eserciti una forza {\displaystyle \mathbf {F} _{kj}} sul corpo {\displaystyle j} riceve una {\displaystyle \mathbf {F} _{jk}} uguale di modulo e direzione ma di verso opposto. In formule:
{\displaystyle \sum _{i=1}^{N}\mathbf {F} _{i}^{(i)}=\sum _{k\neq j}\mathbf {F} _{kj}+\mathbf {F} _{jk}=\mathbf {0} .}
Dal ragionamento appena fatto risultano nulle tutte le forze in gioco. Ripercorrendo all'indietro la catena di uguaglianze è allora possibile scrivere:
{\displaystyle {\frac {\mathrm {d} \mathbf {p} }{\mathrm {d} t}}=\mathbf {F} =\mathbf {0} }
Dalla nullità della derivata è possibile concludere che {\displaystyle \mathbf {p} =\mathbf {\text{costante}} }, ovvero la tesi.
La legge di conservazione della quantità di moto in un sistema di {\displaystyle N} punti materiali è un caso particolare, ossia {\displaystyle \mathbf {F} ^{(e)}=\mathbf {0} }, della prima equazione cardinale della dinamica, secondo cui la risultante delle forze esterne è uguale alla variazione della quantità di moto totale del sistema rispetto al tempo.

### Centro di massa e conservazione della quantità di moto
Il principio è anche applicabile al centro di massa di un sistema di {\displaystyle N} punti materiali. Infatti, la quantità di moto {\displaystyle \mathbf {p} _{CM}} del centro di massa corrisponde al prodotto tra la massa totale del sistema {\displaystyle m} e la velocità del centro di massa {\displaystyle \mathbf {v} _{CM}}:
{\displaystyle \mathbf {p} =m\mathbf {v} _{CM}}
A questo punto, la conservazione della quantità di moto è conseguenza del caso di {\displaystyle \mathbf {F} ^{(e)}=0} del teorema del centro di massa, enunciato come:
{\displaystyle \mathbf {F} ^{(e)}={\frac {\mathrm {d} \mathbf {p} _{CM}}{\mathrm {d} t}}}

## Conservazione di quantità di moto e urti
Un'applicazione molto comune della legge di conservazione di quantità di moto in fisica sono le situazioni di collisione tra due corpi, ovvero gli urti.

### Quantità di moto per un sistema di corpi
La quantità di moto si conserva in un sistema di corpi puntiformi. Nel generico caso di urto tra il punto materiale 1 e il punto materiale 2, grazie alla legge di conservazione della quantità di moto, si può scrivere che
{\displaystyle m_{1}\mathbf {v} _{1,in}+m_{2}\mathbf {v} _{2,in}=m_{1}\mathbf {v} _{1,fin}+m_{2}\mathbf {v} _{2,fin}}
dove:
- {\displaystyle m_{1}} e {\displaystyle m_{2}} sono le rispettive masse del corpo 1 e del corpo 2
- {\displaystyle \mathbf {v} _{1,in}} e {\displaystyle \mathbf {v} _{2,in}} sono le velocità dei corpi prima dell'urto;
- {\displaystyle \mathbf {v} _{1,fin}} e {\displaystyle \mathbf {v} _{2,fin}} sono le velocità dei corpi dopo l'urto.

Se si tratta di urto centrale, ovvero se le velocità dei due punti materiali si trovano sulla stessa retta e quindi i corpi si muovono lungo un'unica dimensione, l'equazione precedente può essere riscritta come:
{\displaystyle m_{1}\mathbf {v} _{x,1,in}+m_{2}\mathbf {v} _{x,2,in}=m_{1}\mathbf {v} _{x,1,fin}+m_{2}\mathbf {v} _{x,2,fin}}
Altrimenti, se entrambi i punti si muovono lungo due dimensioni, l'equazione si differenzia per le due componenti:
{\displaystyle {\begin{cases}m_{1}\mathbf {v} _{x,1,in}+m_{2}\mathbf {v} _{x,2,in}=m_{1}\mathbf {v} _{x,1,fin}+m_{2}\mathbf {v} _{x,2,fin}\\m_{1}\mathbf {v} _{y,1,in}+m_{2}\mathbf {v} _{y,2,in}=m_{1}\mathbf {v} _{y,1,fin}+m_{2}\mathbf {v} _{y,2,fin}\\\end{cases}}}

### Quantità di moto di un corpo puntiforme in movimento
Se, invece di guardare il moto del sistema, si considera il moto del singolo punto materiale, allora non si verifica più conservazione di quantità di moto. Infatti, in questo caso la variazione di quantità di moto del corpo non è nulla, ma determina l'impulso che la forza {\displaystyle \mathbf {F} }, che mette in moto il corpo puntiforme, genera sul punto materiale nell'intervallo di tempo {\displaystyle \Delta t=t-t_{0}}. Lo si dimostra partendo dal secondo principio della dinamica:
{\displaystyle \mathbf {F} ={\frac {\mathrm {d} \mathbf {p} }{\mathrm {d} t}}},  da cui si ha che  {\displaystyle \mathrm {d} \mathbf {p} =\mathbf {F} \ \mathrm {d} t}.
Integrando nell'intervallo di tempo, si ottiene
{\displaystyle \mathbf {p} _{t}-\mathbf {p} _{t_{0}}=\int _{t_{0}}^{t}\mathbf {F} \ \mathrm {d} t}, cioè
{\displaystyle \Delta \mathbf {p} =\int _{t_{0}}^{t}\mathbf {F} \ \mathrm {d} t}.
La formula appena dedotta descrive il teorema dell'impulso.

## Idraulica
In idraulica la legge di conservazione della quantità di moto è conosciuta anche come equazione globale dell'equilibrio dinamico. Essa viene descritta dalla formula:
{\displaystyle {\overline {G}}+{\overline {\Pi }}+{\overline {M}}-{\overline {I}}=0}
Dove i termini hanno il seguente significato:
- {\displaystyle {\overline {G}}=\int _{W}\rho \cdot {\overline {F}}dW} rappresenta la somma di tutte le forze di campo, che, in assenza di altri contributi oltre quello del campo gravitazionale terrestre, corrisponde al peso del fluido contenuto nel volume {\displaystyle W}, per cui vale {\displaystyle V\cdot \gamma =l\cdot \Omega \cdot g\cdot \rho [N]}
- {\displaystyle {\overline {\Pi }}=\int \limits _{A}{\overline {\phi _{n}}}dA} rappresenta la risultante delle forze esterne superficiali, sostanzialmente la spinta che la superficie di contorno esercita sul fluido;
- {\displaystyle {\overline {M}}=\int \limits _{A}\rho v_{n}{\overline {v}}dA={\overline {M}}_{1}-{\overline {M}}_{2}} rappresenta la differenza della quantità di moto posseduta dalla massa entrante e quella uscente nell'unità di tempo, nel volume di controllo {\displaystyle W}. Da notare che {\displaystyle {\overline {M}}_{1}} e {\displaystyle {\overline {M}}_{2}}, che si considerano generalmente come quantità di moto, sono in realtà quantità di moto nell'unità di tempo, e quindi sarebbe più preciso indicarle come flussi di quantità di moto;
- {\displaystyle {\overline {I}}=-\int \limits _{W}{\partial (\rho {\overline {v}}) \over \partial t}dW} è la risultante delle inerzie locali, che variano in relazione al comportamento della velocità e della densità nel tempo, in tutti i singoli punti del volume {\displaystyle W}. Questo integrale dà un contributo all'equazione nel momento in cui siamo in condizioni di moto vario, poiché, se il moto fosse permanente, il suo risultato sarebbe nullo.[8]

### Caratteristiche
- Questa equazione costituisce una relazione vettoriale fra quantità che sono tutte forze, infatti la loro unità di misura è il Newton, {\displaystyle {\overline {G}}} ed {\displaystyle {\overline {I}}} dipendono dai valori che le grandezze in gioco assumono nei punti interni al volume {\displaystyle W}, mentre {\displaystyle {\overline {\Pi }}}, {\displaystyle {\overline {M}}_{1}}e {\displaystyle {\overline {M}}_{2}} dipendono solo dalle condizioni che si verificano alla superficie di contorno.
- Dato il modo con cui si deduce l'equazione (spiegato in seguito), non ci sono limitazioni al suo impiego; vale per fluidi sia comprimibili che incomprimibili, per moti in regime laminare oppure turbolento;
- Ogni problema di tipo dinamico viene ricondotto ad uno di equilibrio statico, a patto che alle forze di massa e superficie agenti effettivamente sul fluido si aggiunga un sistema di forze fittizie che permetta di considerare le inerzie, ovvero le forze di inerzia locali e i flussi di quantità di moto;
- In condizioni di moto permanente, cioè quando {\displaystyle {\overline {I}}=0}, per un fluido incomprimibile, l'equazione risulta indipendente dalle caratteristiche del moto all'interno del volume considerato, bensì dipende solamente dalla distribuzione degli sforzi e della velocità sulla superficie di contorno.[9]

### Dimostrazione
Il modo più conveniente per determinare l'azione del fluido è quello di prendere in considerazione un volume di controllo {\displaystyle W}, finito, delimitato da una superficie chiusa che chiamiamo {\displaystyle A}. Ora, sappiamo che per ogni elemento infinitesimo {\displaystyle dW} del fluido vale l'equazione indefinita del movimento, pertanto si moltiplica ogni termine per {\displaystyle dW}, si integra su tutto il volume considerato e infine si fa uso del teorema di Green, che mette in relazione gli integrali di volume con quelli di superficie. Per il teorema del tetraedro di Cauchy, è possibile scrivere che {\displaystyle {\overline {\phi }}_{x}\cos {\hat {nx}}+{\overline {\phi }}_{y}\cos {\hat {ny}}+{\overline {\phi }}_{z}\cos {\hat {nz}}={\overline {\phi }}_{n}}, pertanto si ottiene che:
{\displaystyle \int _{W}\rho {\overline {F}}dW-\int _{W}\rho {\overline {A}}dW=\int _{W}\left({\partial {\overline {\phi }}_{x} \over \partial x}+{\partial {\overline {\phi }}_{y} \over \partial y}+{\partial {\overline {\phi }}_{z} \over \partial z}\right)dW=-\int \limits _{A}({\overline {\phi }}_{x}\cos {\hat {nx}}+{\overline {\phi }}_{y}\cos {\hat {ny}}+{\overline {\phi }}_{z}\cos {\hat {nz}})dA=-\int _{A}{\overline {\phi }}_{n}dA}
Ragionando sul termine {\displaystyle \rho A}, tramite la regola di derivazione euleriana esso si può scrivere come:
{\displaystyle \rho A=\rho {d{\overline {v}} \over dt}=\rho {\partial {\overline {v}} \over \partial t}+{\partial (\rho u{\overline {v}}) \over \partial x}+{\partial (\rho u{\overline {v}}) \over \partial y}+{\partial (\rho u{\overline {v}}) \over \partial z}-{\overline {v}}\left[{\partial (\rho u) \over \partial x}+{\partial (\rho v) \over \partial y}+{\partial (\rho w) \over \partial z}\right]}
Inoltre si nota che l'argomento delle parentesi quadre corrisponde a
{\displaystyle \operatorname {div} (\rho {\overline {v}})}, che, per l'equazione di continuità è: {\displaystyle \operatorname {div} (\rho {\overline {v}})=-{\partial \rho  \over \partial t}}
Tenendo presente che {\displaystyle {\partial (\rho {\overline {v}}) \over \partial t}=\rho {\partial {\overline {v}} \over \partial t}+{\overline {v}}{\partial \rho  \over \partial t}}, si arriva al seguente risultato:
{\displaystyle \rho {\overline {A}}={\partial (\rho {\overline {v}}) \over \partial t}+\left({\partial (\rho u{\overline {v}}) \over \partial x}+{\partial (\rho v{\overline {v}}) \over \partial y}+{\partial (\rho w{\overline {v}}) \over \partial z}\right)}.
Passando, quindi, alla risoluzione dell'integrale di volume definito sopra, si applica ancora una volta il teorema di Green:
{\displaystyle \int _{W}\rho {\overline {A}}dW=\int _{W}{\partial (\rho {\overline {v}}) \over \partial t}dW-\int _{A}\rho {\overline {v}}(u\cos {\hat {nx}}+v\cos {\hat {ny}}+w\cos {\hat {nz}})dA}  in cui osserviamo che i termini nella parentesi del secondo integrale, a secondo membro, si possono scrivere, in forma più compatta, come {\displaystyle v_{\overline {n}}}, che è la componente della velocità in direzione normale alla superficie. Quindi l'equazione diventa
{\displaystyle \int \limits _{W}\rho {\overline {A}}dW=\int \limits _{W}{\partial (\rho {\overline {v}}) \over \partial t}dW-\int \limits _{A}\rho v_{\overline {n}}{\overline {v}}dA}
Da qui, tenendo conto delle espressioni ricavate sopra, si ottiene l'equazione globale dell'equilibrio dinamico.
Ricapitolando:
- {\displaystyle W} è il volume di controllo
- {\displaystyle \rho } è la densità, che per l'acqua vale 1000 kg/m³
- {\displaystyle A} è il contorno della superficie chiusa
- {\displaystyle {\overline {v}}} è la velocità
- {\displaystyle {\overline {F}}} rappresenta il vettore delle forze di campo gravitazionali
- {\displaystyle {\overline {n}}} la normale al generico punto della superficie di contorno, presa con segno positivo se rivolta verso l'interno.

### Esempi

#### Affondamento di un corpo
La legge di conservazione della quantità di moto può essere applicata ad un oggetto semplice che galleggia, come un iceberg. Se consideriamo un corpo che galleggia nell'acqua e vogliamo calcolare il suo affondamento possiamo ricorrere al principio di conservazione della quantità di moto. Per l'uso pratico possiamo scomporre le forze lungo i tre assi principali, {\displaystyle x}, {\displaystyle y} e {\displaystyle z} :
Lungo gli assi {\displaystyle x} e {\displaystyle y}, cioè sul piano orizzontale, le forze saranno uguali e si annulleranno a vicenda, visto che non si considera l'oggetto in movimento, il flusso sarà nullo, pertanto non dovremo considerare nulla.
Lungo l'asse {\displaystyle z} saranno da equipararsi le forze gravitazionali dell'oggetto con quelle relative alla spinta esercitata dall'acqua. Possiamo scrivere:
{\displaystyle G_{z}+\Pi _{z}=0}
Considerando che:
{\displaystyle G_{z}=l\cdot \Omega \cdot \gamma _{o}}
{\displaystyle \Pi _{z}=-p\cdot \Omega =-\gamma _{H_{2}O}\cdot z'\cdot \Omega }
Pertanto possiamo confrontare le due forze:
{\displaystyle l\cdot \Omega \cdot \gamma _{o}=\gamma _{H_{2}O}\cdot z'\cdot \Omega }
{\displaystyle z'={\frac {l\cdot \gamma _{o}}{\gamma _{{\text{H}}_{2}{\text{O}}}}}={\frac {l\cdot \rho _{o}\cdot g}{\rho _{{\text{H}}_{2}{\text{O}}}\cdot g}}}
Infine possiamo calcolare l'affondamento z' del nostro oggetto come:
{\displaystyle z'={\frac {\rho _{o}}{\rho _{{\text{H}}_{2}{\text{O}}}}}\cdot l}
Cioè abbiamo dimostrato come l'affondamento di un qualsiasi cosa nell'acqua sia relativo al rapporto di densità relativa dei due, moltiplicata per la lunghezza dell'oggetto perpendicolare alla superficie del pelo libero dell'acqua. Nel caso di un iceberg, una volta che conosciamo la sua geometria, possiamo considerarlo come somma di cilindri di varia altezza {\displaystyle l}, e quindi calcolare il suo affondamento.

#### Spinta su una tubazione curva
Vi sono molti esempi pratici nell'uso di questa legge, come il calcolo della spinta su una tubazione curva entro cui passa una corrente in moto permanente di un liquido incomprimibile. Immaginiamo di voler calcolare la spinta su una parete AA-BB di questa tubazione. Si applica l'equazione globale dell'equilibrio dinamico al volume di liquido compreso tra le due sezioni (AA e BB); la spinta sulla superficie di contorno può essere scritta come {\displaystyle {\overline {\Pi }}={\overline {\Pi }}_{0}+{\overline {\Pi }}_{1}+{\overline {\Pi }}_{2}}, dove {\displaystyle \Pi _{0}} è la spinta che la parete curva esercita sul volume considerato, {\displaystyle {\overline {\Pi }}_{1}}e {\displaystyle {\overline {\Pi }}_{2}} sono le spinte relative alle sezioni AA (di ingresso) e BB (di uscita) della curva. Si ottiene:
{\displaystyle {\overline {G}}+{\overline {\Pi }}_{0}+{\overline {\Pi }}_{1}+{\overline {\Pi }}_{2}+{\overline {M}}_{1}-{\overline {M}}_{2}=0},
dalla quale si ricava, visto che la spinta cercata è uguale e opposta a quella esercitata dalle parete della curva ({\displaystyle {\overline {S}}=-{\overline {\Pi }}_{0}}), si ricava in definitiva:
{\displaystyle {\overline {S}}={\overline {G}}+{\overline {\Pi }}_{1}+{\overline {\Pi }}_{2}+{\overline {M}}_{1}-{\overline {M}}_{2}}
Per quanto riguarda il calcolo di {\displaystyle G} ci sono difficoltà di carattere puramente geometrico, relative al calcolo del volume {\displaystyle W}, che, moltiplicato per il peso specifico del liquido fornisce il modulo di {\displaystyle G}, vettore con direzione verticale verso il basso, con retta di applicazione passante per il baricentro di {\displaystyle W};
Le spinte {\displaystyle {\overline {\Pi }}_{1}} e {\displaystyle {\overline {\Pi }}_{2}} dipendono dagli sforzi {\displaystyle {\overline {\phi }}_{n}} agenti nei singoli punti delle due sezioni
Le quantità di moto {\displaystyle {\overline {M}}_{1}} e {\displaystyle {\overline {M}}_{2}} possono essere espresse, dato che si ritiene che le velocità in ciascuna delle due sezioni siano parallele tra loro, per mezzo degli elementi medi della corrente: la velocità media {\displaystyle V={Q \over A}} e la densità media {\displaystyle \rho _{m}}. Dunque si ha:
{\displaystyle {\overline {M}}_{1}={\overline {n}}\beta _{2}\rho QV_{1}}
{\displaystyle {\overline {M}}_{2}={\overline {n}}_{2}\beta _{2}\rho QV_{2}} con {\displaystyle \beta ={\int _{A}\rho v^{2}dA \over \rho _{m}V^{2}A}},
dove {\displaystyle Q} è la portata della corrente, {\displaystyle V_{1}} e {\displaystyle V_{2}} le velocità medie nelle due sezioni, {\displaystyle {\overline {n}}_{1}} e {\displaystyle {\overline {n}}_{2}} i versori normali alle due sezioni, {\displaystyle \beta _{1}} e {\displaystyle \beta _{2}} i coefficienti di ragguaglio dipendenti dalla distribuzione delle velocità in ciascuna sezione.